# Bust-a-Move Universe
Bust-a-Move Universe (en Europa conocido como Puzzle Bobble Universe y en Asia como Tobidasu! Puzzle Bobble 3D) es un videojuego desarrollado por Arika y publicado por Square Enix exclusivamente para la videoconsola o consola de videojuegos Nintendo 3DS de nintendo.

## Historia

### Lanzamiento
Bust-a-Move Universe fue publicado el 27 de marzo de 2011 en América, el 21 de abril de 2011 en Europa y el 26 de febrero de 2011 en Asia.